# Jörg Kachelmann
Jörg Andreas Kachelmann (Lörrach, 15 juli 1958) is een Zwitserse presentator, journalist, boekauteur en ondernemer.

## Jeugd en opleiding
Jörg Kachelmann werd geboren als zoon van een hoofdinspecteur van de Deutsche Bundesbahn en een Oostpruisische moeder. Hij beleefde zijn jeugd in de Zwitserse grensstad Schaffhausen. De Zwitserse nationaliteit kreeg hij tussen het 18e en 20e levensjaar. Reeds als kind wilde hij naar eigen zeggen meteoroloog worden en maakte weerswaarnemingen en –registraties als hobby. Tijdens de vakanties werkte hij voor verschillende weerdiensten. Hij studeerde aan de Universiteit Zürich geografie, wiskunde en natuurkunde en in het eerste bijvak meteorologie, maar beëindigde de studie echter in 1983 en voltooide een vrijwillige stage bij de boulevardkrant Sonntagsblick. Aansluitend werkte hij onder andere bij de lokale Radio Munot in Schaffhausen. Van daaruit wisselde hij naar de wetenschapsredactie van de Zwitserse televisie. In 1988 werd hij vervangend hoofdredacteur van de Schweizer Illustrierte. 
Hij faxte naar eigen zeggen maandenlang onuitgenodigd weersvoorspellingen naar de SWF, totdat deze werden aangenomen. In 1989 kocht Kachelmann een oude boerderij in Bächli in het kanton Sankt Gallen en bouwde deze om in een weerstation. Hij stichtte in 1991 de Meteomedia AG met een zetel in het kanton Appenzell Ausserrhoden. Samen met de op de visualisering van weerdata gespecialiseerde Katja Hösli Media Design AG, het bedrijf van zijn eerste vrouw Katja Hösli, waarvan hij in het midden van de jaren 1990 werd gescheiden, werd ook de krantenmarkt aangeboord. Tussentijds in 1996 werd Kachelmann programmadirecteur van de zender Wetter- und Reise-TV, die echter na bijna twee jaar de activiteiten beëindigde.
Kachelmann presenteerde weersvoorspellingen voor de ARD, vervolgens bij Südwest 3 en sinds 1994 ook in het programma Das Wetter im Ersten voor Das Erste en in meerdere radiostations. Nonchalante kleding en een iets losse stijl werden daarbij zijn handelsmerk. Verder presenteerde hij in 1996 het programma Vorsicht Blöff, was van 1999 tot 2004 en van 2007 tot 2009 presentator van de talkshow Riverboat en beproefde zijn geluk met de quizshow Einer wird gewinnen. Van 2002 tot 2008 was hij de gastheer van zijn eigen talkshow Kachelmanns Spätausgabe bij de MDR. 
In november 2010, tijdens een rechtszaak tegen hem voor vermoedelijke verkrachting, waarvoor hij werd vrijgesproken, maakte hij bekend om niet meer bij de televisie te presenteren. Hij wilde zich vooreerst uit de openbaarheid terugtrekken. Sinds januari 2011 presenteert hij weer deels weersvoorspellingen voor de lokale Zwitserse radiozender Radio Basel. Sinds maart 2011 presenteert hij bij de commerciële zender Primavera in Aschaffenburg het weekendweer. Sinds januari 2012 presenteert hij de weersvoorspelling bij de commerciële tv-zender main.tv, die net als Primavera wordt geproduceerd vanuit het Funkhaus Aschaffenburg.
Hij runt ook een kanaal op het videoplatform YouTube. Daar bepreekt hij sinds juli 2011 regelmatig het aankomende weer voor Duitsland, Zwitserland en omgeving en legt verschillende klimaatsituaties uit.
In februari 2013 trok hij zich terug uit het door hem opgerichte bedrijf Meteomedia en is sindsdien alleen nog als vrije raadgever voor het bedrijf werkzaam. In augustus 2013 werd bekend, dat Meteomedia werd verkocht aan de Britse weerdienst Meteogroup.
Sinds mei 2015 is Kachelmann weer met een eigen weerplatform op internet te vinden, van waaruit meetwaarden en weerberichten kunnen worden opgevraagd. Sinds december van hetzelfde jaar verschaft Kachelmann samen met de Duitser Angelo D Alterio onweerswaarschuwingen voor Zwitserland en Duitsland.

## Verdere activiteiten
In 2001 werd hij ambassadeur van de Deutsche Gesellschaft zur Rettung Schiffbrüchiger. In 2008 kreeg hij de prijs van de Deutsche Zipfel. Bovendien maakte hij reclame voor Danone en de Initiative Neue Soziale Martktwirtschaft.
Sinds 2005 leidt Kachelmann de weer-corporatie WeatherOK, Inc. in Oklahoma met de website weather.us.

## Privéleven
Kachelmann trouwde in maart 2011 voor de derde keer met de psychologiestudente Miriam Kolbus (geb. 1986) en heeft met haar een zoon. Uit een vroeger huwelijk heeft hij nog twee zoons. Hij woont tegenwoordig in Zwitserland.